# Hohnstein
Hohnstein  est une ville de Saxe (Allemagne), située dans l'arrondissement de Suisse-Saxonne-Monts-Métallifères-de-l'Est, dans le district de Dresde.

## Jumelages
- Meersburg (Allemagne) depuis 1991
- Louveciennes (France)
- Miltach (Allemagne) depuis 1992
- Budyně nad Ohří (Tchéquie) depuis 2008